# Miskant olbrzymi
Miskant olbrzymi (Miscanthus × giganteus) – gatunek rośliny pochodzenia mieszańcowego z rodziny wiechlinowatych. Mieszaniec miskantu chińskiego (M. sinensis) i miskantu cukrowego (M. sacchariflorus).

## Morfologia

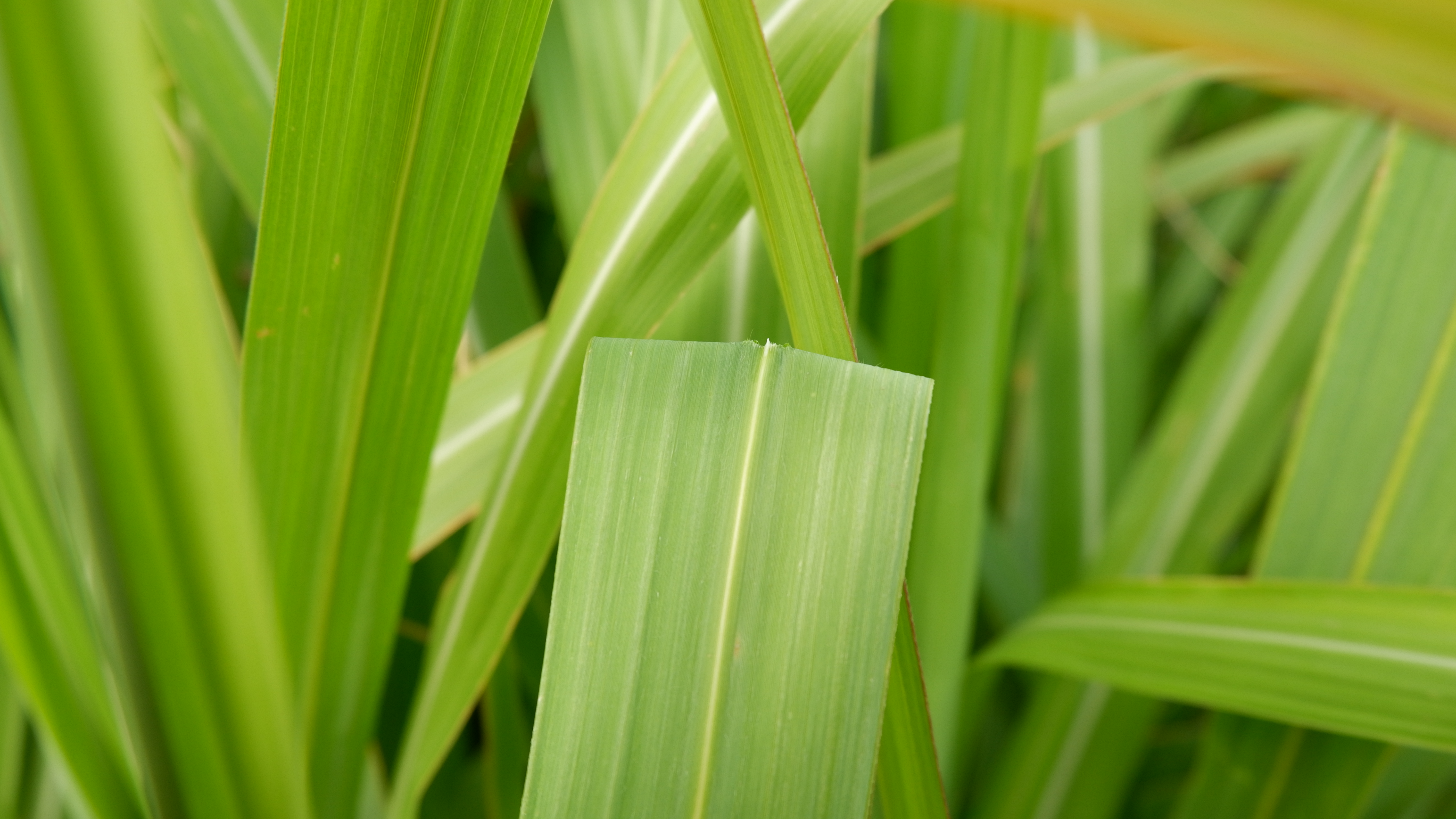
Liście

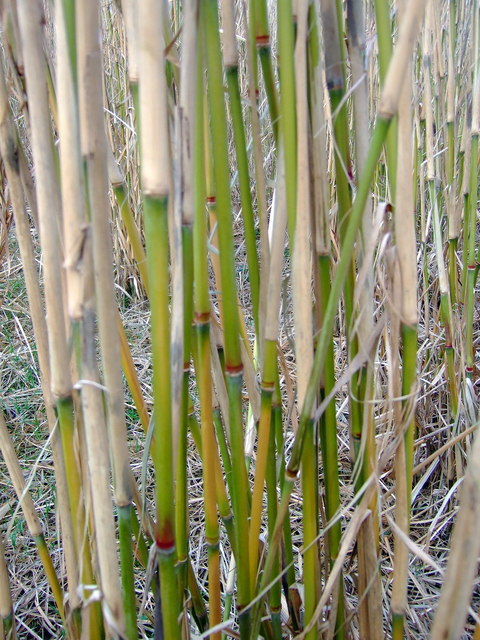
Źdźbła

Trawa kępowa osiągająca wysokość 2–3,5 m (maksymalnie nawet do 4 m). Średnica pędów waha się od 1 do 3 cm.

## Zastosowanie
Mało wymagająca roślina energetyczna, wykorzystywana do produkcji biopaliw. Nadaje się do bezpośredniego spalenia bądź przerobienia na pelet czy brykiet. Uprawa udaje się dobrze nawet na glebach klasy V i VI pod warunkiem dostatecznego uwilgotnienia w pierwszym roku uprawy. Dobrze znosi zakwaszenie podłoża, rośnie na glebach o pH od 4,5 do 8 (pH optymalne w ok. 6). Wykazuje bardzo wysoką efektywność wykorzystania promieniowania słonecznego oraz dostępnej wody, dzięki czemu z jego uprawy uzyskuje się duży plon biomasy – jego produktywność wynosi 10–30 t/ha s.m. (przy czym plonowanie na poziomie ok. 20–30 t/ha s.m uzyskuje się dopiero po trzecim roku uprawy).